# Matthias Bonitz
Matthias Bonitz (* 30. September 1951 in Ellwangen/Jagst) ist ein deutscher Kontrabassist und Komponist.

## Leben und Wirken
Matthias Bonitz studierte von 1972 bis 1978 an der Hochschule für Musik Detmold bei Walter Meuter. Während seines Studiums wirkte er bei verschiedenen Kammermusikensembles mit wie Deutsche Bachsolisten (Helmut Winschermann), Deutsches Bachorchester (Wilhelm Isselmann), Detmolder Kammerorchester (Tibor Varga), Detmolder Bläserkreis (Jost Michaels). Mit dem Cellisten Marcio Carneiro musizierte er mehrere Jahre als Duo-Partner in der Besetzung Cello/Kontrabass.
Von 1978 bis 2016 war er Kontrabassist im „Westfälischen Sinfonieorchester“ Recklinghausen (heute „Neue Philharmonie Westfalen“). In seiner Lehrtätigkeit unterrichtete er am Grabbe Gymnasium in Detmold sowie an der Musikschule in Lüdinghausen. Er betreute einen Lehrauftrag für Kontrabass an der HfM Detmold/Abteilung Dortmund (1984–1996) und außerdem seit 1993 an der TU Dortmund. Von 1975 bis 1986 war er Dozent bei „Junge Sinfoniker OWL“, Bielefeld. In den 1990er Jahren war er als Dozent für eine Arbeitsphase beim Bundesjugendorchester für die Kontrabassgruppe verantwortlich.
Neben seiner Orchesterarbeit und Lehrtätigkeit gründete und konzipierte er zwischen 1985 und 1992 die Konzertreihe „Alte Post“ in Drensteinfurt und wirkte dort auch am Kontrabass mit. Von 2014 bis 2016 gestaltete er die Openair Konzerte im Rahmen der „Droste Tage“ Burg Hülshoff und seit 2014 das Konzept und die Moderation des von ihm gegründeten „Klassischen Open-Air Konzert“ im Rahmen des „Drensteinfurter Kultursommer“.

## Kompositorisches Schaffen
Bonitz wirkt außerdem als Komponist. Schwerpunkte seiner Kompositionen sind Gedichtvertonungen (Werke von Ingeborg Bachmann, Annette von Droste-Hülshoff, Hermann Hesse, Hans Arp, Yaha Kemal) und Tondichtungen wie „Le Taureau“ nach Picasso oder „Siddhartha“ nach Hermann Hesse. Aufnahmen seiner Werke sind beim Label ebs und Encora  erschienen. Ein größerer Teil seiner Kompositionen wurden auf der Plattform MusicaNeo veröffentlicht.
Bei Universal Edition (UE) in Wien veröffentlicht:

Le Taureau für Violine und Klavier Tondichtung frei nach Pablo Picasso, DIALOGO TRA GRAN ME E IL PICCOLO ME, Missa Madonna del suffragio di Perinaldo für gemischten Chor und Orgel, Oratorium Wir sagen uns Dunkles nach Gedichten von Paul Celan und Ingeborg Bachmann für: Sopran – Tenor – Chor – Orchester,Siddhartha Tondichtung frei nach Hermann Hesse für Vc. und Orchester.